# Maria José Morgado
Maria José Capelo Rodrigues Morgado (Malanje, Angola, 27 de junho de 1951) é uma magistrada do Ministério Público português.
Militou no PCTP/MRPP e é viúva do fiscalista e correligionário Saldanha Sanches.
Em 5 de novembro de 1974, na altura com 23 anos, foi presa pelo Copcon de Otelo Saraiva de Carvalho por injúrias ao exército e por ter participado no assalto ao comício da Juventude Centrista, ocorrido na véspera.

## Biografia
É filha de pais transmontanos, Acácio Augusto Morgado, nascido em Carlão, concelho de Alijó, e Joaquina Rodrigues Capelo, natural da freguesia de Salto, do concelho de Montalegre, a viverem em Lisboa.
Licenciou-se em Direito pela Faculdade de Direito da Universidade de Lisboa, tendo ingressado na magistratura do Ministério Público em 1979. Ligada à Polícia Judiciária, assumiu o comando da Direção Central de Investigação da Corrupção e Criminalidade Económica e Financeira (2000-02) e, em 2006, é nomeada procuradora-geral adjunta do Tribunal da Relação de Lisboa. No mesmo ano, assumiu a coordenação da investigação de casos polémicos como o Apito Dourado ou a alegada corrupção na Câmara Municipal de Lisboa. 

Participou no programa Prós e Contras, da RTP1, em 27 de maio de 2003, sob o título O poder local serve bem os cidadãos?